# Greensboro Monarchs
Greensboro Monarchs byl profesionální americký klub ledního hokeje, který sídlil v Greensboro ve státě Severní Karolína. V letech 1989–1995 působil v profesionální soutěži East Coast Hockey League. Monarchs ve své poslední sezóně v ECHL skončily ve finále play-off. Své domácí zápasy odehrával v hale Greensboro Coliseum Complex s kapacitou 23 500 diváků. Klubové barvy byly červená, bílá a modrá.

## Úspěchy
- Vítěz ECHL ( 1× )
  - 1989/90

## Přehled ligové účasti
Zdroj: 
- 1989–1990: East Coast Hockey League
- 1990–1991: East Coast Hockey League (Západní divize)
- 1991–1995: East Coast Hockey League (Východní divize)